# Ranger 1
Ranger 1 – niedoszła amerykańska bezzałogowa sonda kosmiczna, pierwsza z serii Ranger, mającej testować nowe technologie dla późniejszych lotów na Księżyc programu Apollo. Sonda miała badać przestrzeń międzyplanetarną pomiędzy Ziemią a Księżycem, a potem rozbić się o jego powierzchnię. Z powodu awarii rakiety nośnej, celu tego nie osiągnięto. Misję określa się jako częściowo udaną: zrealizowano cele technologiczne i inżynieryjne; nie zebrano jednak żadnych danych naukowych.

## Opis misji

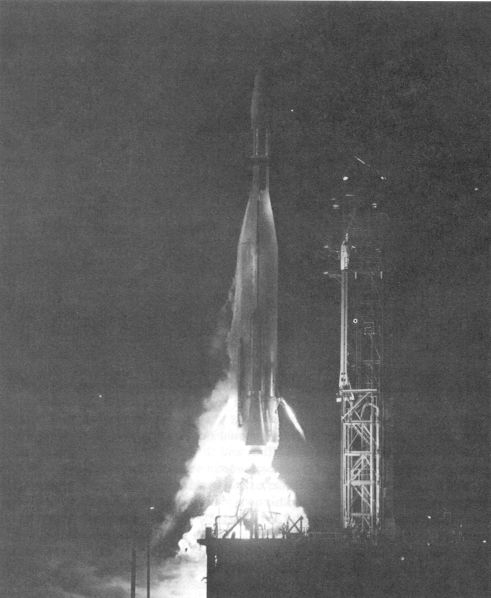
Start rakiety Atlas Agena B z niedoszłą sondą Ranger 1

Ranger 1 był testową sondą wysłaną ku Księżycowi. Z powodu awarii rakiety nośnej (ostatniego członu Agena B, który nie chciał się ponownie odpalić) nie opuścił jednak orbity Ziemi. Jego docelowa orbita miała mieć parametry 60 000 x 1 100 000 km. Mimo awarii rakiety przeprowadzono pomyślne testy układów statku. Po wykonaniu 111 okrążeń wokół Ziemi, Ranger 1 powrócił do atmosfery ulegając zniszczeniu.

## Budowa i działanie

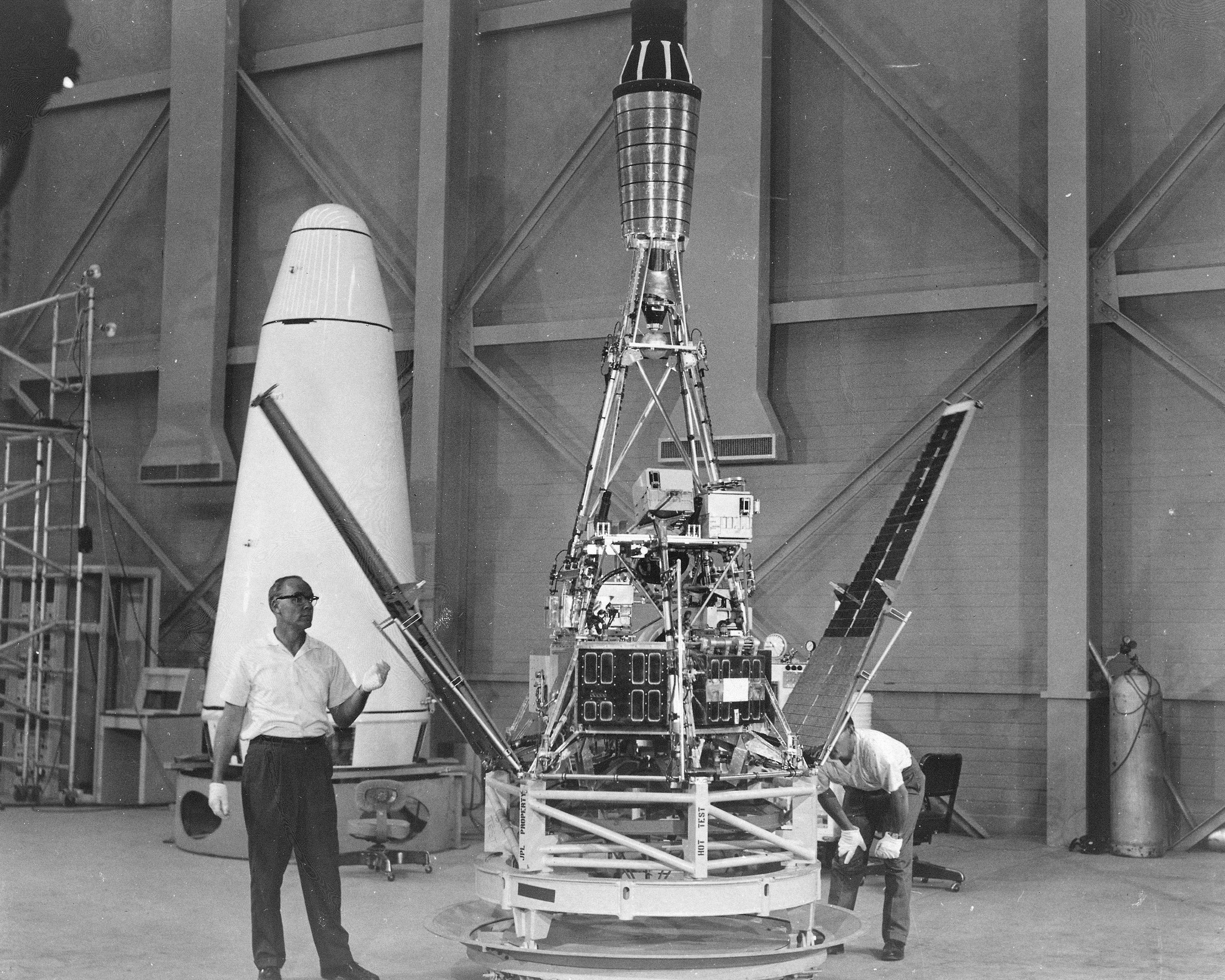
Sonda Ranger 1 podczas prac w Jet Propulsion Laboratory

Korpus statku miał kształt heksagonalny. Wykonany z aluminium. Do jego podstawy przymocowano dwa panele ogniw słonecznych o rozpiętości 5,2 metra. U spodu korpusu umieszczono talerzową antenę dużego zysku. Eksperymenty i podsystemy statku umieszczono w podstawie i w „wieży”. 
Energię elektryczną zapewniało 8680 ogniw słonecznych, ważąca 57 kg bateria AgZn, oraz kilka mniejszych baterii na potrzeby poszczególnych przyrządów.
System utrzymywania położenia składał się z elektronicznego układu czasowego, czujników Słońca i Ziemi, oraz silniczków korekcyjnych.
Temperatura statku była utrzymywana metodami pasywnymi: pokrycia ze złotej folii, powierzchnie pomalowane białą farbą oraz wykonane z polerowanego aluminium.
System komunikacyjny sondy składał się z anteny dużego zysku, anteny dookólnej średniego zysku oraz dwóch nadajników: 0,25 watowego na częstotliwości 960,1 MHz, oraz 3 watowego pracującego na częstotliwości 960,05 MHz.

### Ładunek

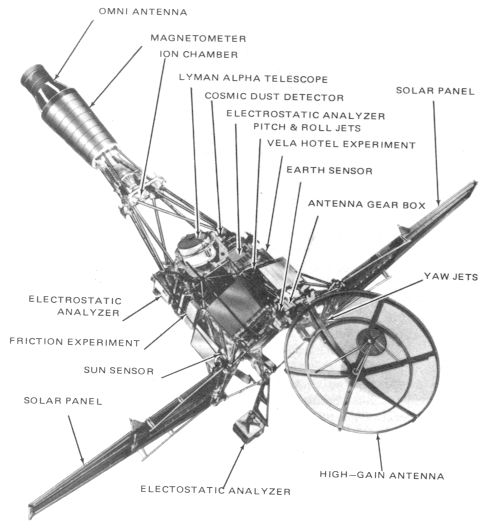
Rozmieszczenie przyrządów naukowych na pierwszej serii sond Ranger

- Teleskop w paśmie Lyman-alfa (105-135 nm)

Eksperyment został skonstruowany pod kątem zbadania zawartości wodoru w egzosferze. Składał się z teleskopu o parabolicznym lustrze i komory jonizacyjnej umieszczonej w ognisku optycznym. Teleskop osłonięty był cylindryczną powłoką chroniącą go od niepożądanego, rozproszonego światła. Przyrząd miał generować obrazy podobne do telewizyjnych, poprzez skanowanie widoku Ziemi. Jasność obrazu miała być proporcjonalna do ilości odebranego promieniowania Lyman-alfa. Napływające dane były niemożliwe do zinterpretowania, ponieważ statek nie opuścił sąsiedztwa Ziemi, a zła orbita powodowała bardzo niestabilny lot niedoszłej sondy.
- Magnetometr

Oparty na oparach rubidu. Zamontowany w środku kuli o średnicy 33 cm, wykonanej z włókna szklanego. Zaprojektowany do pomiaru natężenia i kierunku pola magnetycznego w przestrzeni międzyplanetarnej, i do wykrywania fluktuacji przestrzennych i czasowych. Dookoła kuli zamontowane były dodatkowe cewki używane przy pomiarach. W czasie sekwencji pomiarowej przesyłano przez nie prądy o znanych wartościach. Odpowiednio dobrany rozkład prądu we wszystkich cewkach umożliwiał pomiar wielkości i kierunku pola magnetycznego w przestrzeni. Zakres czułości przyrządu wynosił od 0,05 do 105 nT, z rozdzielczością 0,05 nT. Pomiary miały zostać wykonane zarówno w ziemskim polu magnetycznym, jak i do odległości 6 promieni Ziemi. Eksperyment przesyłał dane przez cały czas trwania misji, jednak nieopuszczenie orbity okołoziemskiej przez statek uniemożliwiło wykonanie wszystkich założonych celów dla tego instrumentu.
- Analizator elektrostatyczny
- Detektor cząstek o średnich energiach
- Dwa potrójne teleskopy koincydencyjne
- Komora jonizacyjna dla promieniowania kosmicznego
- Detektor pyłu kosmicznego
- Liczniki scyntylacyjne do pomiarów słonecznych promieni X